# Idrissa Gueye
Idrissa Gana Gueye (sinh ngày 26 tháng 9 năm 1989) là một cầu thủ bóng đá chuyên nghiệp người Sénégal hiện đang thi đấu ở vị trí tiền vệ phòng ngự cho câu lạc bộ Ngoại hạng Anh Everton và đội tuyển quốc gia Sénégal.

## Thống kê sự nghiệp

### Câu lạc bộ
Tính đến 18 tháng 2 năm 2023
| Câu lạc bộ          | Mùa giải            | Giải đấu            | Giải đấu | Giải đấu | Cúp quốc gia | Cúp quốc gia | Cúp liên đoàn | Cúp liên đoàn | Khác | Khác | Tổng cộng | Tổng cộng |
| Câu lạc bộ          | Mùa giải            | Hạng                | Trận     | Bàn      | Trận         | Bàn          | Trận          | Bàn           | Trận | Bàn  | Trận      | Bàn       |
| ------------------- | ------------------- | ------------------- | -------- | -------- | ------------ | ------------ | ------------- | ------------- | ---- | ---- | --------- | --------- |
| Lille B             | 2008–09             | CFA                 | 24       | 1        | 0            | 0            | 0             | 0             | 0    | 0    | 24        | 1         |
| Lille B             | 2009–10             | CFA                 | 24       | 1        | 0            | 0            | 0             | 0             | 0    | 0    | 24        | 1         |
| Lille B             | 2010–11             | CFA                 | 7        | 0        | 0            | 0            | 0             | 0             | 0    | 0    | 7         | 0         |
| Lille B             | Tổng cộng           | Tổng cộng           | 55       | 2        | 0            | 0            | 0             | 0             | 0    | 0    | 55        | 2         |
| Lille               | 2010–11             | Ligue 1             | 11       | 0        | 1            | 0            | 0             | 0             | 6    | 1    | 18        | 1         |
| Lille               | 2011–12             | Ligue 1             | 25       | 0        | 3            | 0            | 2             | 0             | 4    | 0    | 35        | 0         |
| Lille               | 2012–13             | Ligue 1             | 29       | 0        | 2            | 0            | 2             | 0             | 5    | 0    | 38        | 0         |
| Lille               | 2013–14             | Ligue 1             | 37       | 1        | 3            | 0            | 1             | 0             | 0    | 0    | 41        | 1         |
| Lille               | 2014–15             | Ligue 1             | 32       | 4        | 2            | 0            | 0             | 0             | 10   | 0    | 44        | 4         |
| Lille               | Tổng cộng           | Tổng cộng           | 134      | 5        | 11           | 0            | 5             | 0             | 25   | 1    | 176       | 6         |
| Aston Villa         | 2015–16             | Premier League      | 35       | 0        | 3            | 1            | 0             | 0             | 0    | 0    | 38        | 1         |
| Everton             | 2016–17             | Premier League      | 33       | 1        | 0            | 0            | 2             | 0             | 0    | 0    | 35        | 1         |
| Everton             | 2017–18             | Premier League      | 33       | 2        | 0            | 0            | 0             | 0             | 5    | 1    | 38        | 3         |
| Everton             | 2018–19             | Premier League      | 33       | 0        | 2            | 0            | 0             | 0             | 0    | 0    | 35        | 0         |
| Everton             | Tổng cộng           | Tổng cộng           | 99       | 3        | 2            | 0            | 2             | 0             | 5    | 1    | 108       | 4         |
| Paris Saint-Germain | 2019–20             | Ligue 1             | 20       | 1        | 5            | 0            | 2             | 0             | 7    | 0    | 34        | 1         |
| Paris Saint-Germain | 2020–21             | Ligue 1             | 28       | 2        | 6            | 0            | —             | —             | 10   | 0    | 44        | 2         |
| Paris Saint-Germain | 2021–22             | Ligue 1             | 26       | 3        | 0            | 0            | —             | —             | 7    | 1    | 33        | 4         |
| Tổng cộng           | Tổng cộng           | Tổng cộng           | 74       | 6        | 11           | 0            | 2             | 0             | 24   | 1    | 111       | 7         |
| Everton             | 2022–23             | Premier League      | 18       | 0        | 1            | 0            | 0             | 0             | —    | —    | 19        | 0         |
| Tổng cộng sự nghiệp | Tổng cộng sự nghiệp | Tổng cộng sự nghiệp | 414      | 16       | 29           | 1            | 9             | 0             | 54   | 3    | 506       | 20        |

1. ↑  Số lần ra sân tại UEFA Champions League

### Quốc tế
Tính đến ngày 29 tháng 1 năm 2024
| Đội tuyển quốc gia | Năm       | Trận | Bàn |
| ------------------ | --------- | ---- | --- |
| Sénégal            | 2011      | 1    | 0   |
| Sénégal            | 2012      | 6    | 0   |
| Sénégal            | 2013      | 6    | 0   |
| Sénégal            | 2014      | 5    | 0   |
| Sénégal            | 2015      | 9    | 0   |
| Sénégal            | 2016      | 7    | 0   |
| Sénégal            | 2017      | 14   | 1   |
| Sénégal            | 2018      | 14   | 1   |
| Sénégal            | 2019      | 11   | 2   |
| Sénégal            | 2020      | 1    | 0   |
| Sénégal            | 2021      | 10   | 2   |
| Sénégal            | 2022      | 15   | 1   |
| Sénégal            | 2023      | 7    | 0   |
| Sénégal            | 2024      | 4    | 0   |
| Tổng cộng          | Tổng cộng | 110  | 7   |

### Bàn thắng quốc tế
Bàn thắng và kết quả của Sénégal được để trước.
| #  | Ngày                 | Địa điểm                                           | Đối thủ         | Bàn thắng | Kết quả | Giải đấu                      |
| -- | -------------------- | -------------------------------------------------- | --------------- | --------- | ------- | ----------------------------- |
| 1  | 10 tháng 6 năm 2017  | Sân vận động Léopold Sédar Senghor, Dakar, Sénégal | Guinea Xích Đạo | 3–0       | 3–0     | Vòng loại CAN 2019            |
| 2  | 13 tháng 10 năm 2018 | Sân vận động Léopold Sédar Senghor, Dakar, Sénégal | Sudan           | 2–0       | 3–0     | Vòng loại CAN 2019            |
| 3  | 16 tháng 6 năm 2019  | Sân vận động Léopold Sédar Senghor, Dakar, Sénégal | Nigeria         | 1–0       | 1–0     | Giao hữu                      |
| 4  | 10 tháng 7 năm 2019  | Sân vận động 30 tháng 6, Cairo, Ai Cập             | Bénin           | 1–0       | 1–0     | CAN 2019                      |
| 5. | 8 tháng 6 năm 2021   | Sân vận động Lat-Dior, Thiès, Sénégal              | Cabo Verde      | 1–0       | 2–0     | Giao hữu                      |
| 6. | 9 tháng 10 năm 2021  | Sân vận động Lat-Dior, Thiès, Sénégal              | Namibia         | 1–0       | 4–1     | Vòng loại FIFA World Cup 2022 |
| 7. | 6 tháng 2 năm 2022   | Sân vận động Ahmadou Ahdjio, Yaoundé, Cameroon     | Namibia         | 2–0       | 3–1     | CAN 2021                      |